# Tumova koča na Slavniku
Tumova koča na Slavniku – schronisko turystyczne trochę pod szczytem Slavnika (1028 m) w Ćićariji. Zostało wybudowane w 1957 i nosi imię dra Henrika Tumy (1848 – 1935). Schronisko jest otwarte w soboty, niedziele i święta. Ma przestrzeń dla gości z 70 miejscami siedzącymi i oferuje noclegi w pokojach z 8 łóżkami i wspólną salę z 20 łóżkami.

## Dostęp
- z Podgorja (1,30h)
- z Prešnicy (2h)
- ze Skadanščiney (3h)